# Hoplophoropyga brincki
Hoplophoropyga brincki är en kackerlacksart som beskrevs av Karlis Princis 1963. Hoplophoropyga brincki ingår i släktet Hoplophoropyga och familjen småkackerlackor. Inga underarter finns listade i Catalogue of Life.